# Józef Tejchma
Józef Tejchma (* 14. Juli 1927 in Markowa; † 13. Dezember 2021 in Warschau) war ein polnischer Politiker der Polnischen Vereinigten Arbeiterpartei PZPR (Polska Zjednoczona Partia Robotnicza) und Diplomat, der unter anderem zwischen 1964 und 1972 Sekretär des ZK der PZPR für Landwirtschaft, von 1968 bis 1980 Mitglied des Politbüros des ZK, zwischen 1972 und 1979 stellvertretender Ministerpräsident, von 1974 bis 1978 und erneut zwischen 1980 und 1982 Minister für Kultur und Kunst, von 1979 bis 1980 Minister für Bildung und Erziehung, 1980 Botschafter in der Schweiz sowie zwischen 1984 und 1988 Botschafter in Griechenland und Zypern war.

## Leben
Tejchma war von 1945 bis 1948 aktives Mitglied des Verbandes der Landjugend ZMW (Związek Młodzieży Wiejskiej) und im Anschluss zwischen 1948 und 1956 Instrukteur beim Zentralrat bei der Union der polnischen Jugend ZMW (Związek Młodzieży Polskiej). 1957 gehört er zu den Mitgründern des neuen Landjugendverbandes ZMW (Związek Młodzieży Wiejskiej), deren Vorsitzender er zwischen 1957 und 1963 war. Ein daneben begonnenes Studium an der Hochschule für Sozialwissenschaften beim Zentralkomitee der Kommunistischen Partei (Wyższa Szkoła Nauk Społecznych przy KC PZPR) schloss er 1958 ab. Am 5. November 1958 wurde er erstmals Mitglied des Sejm und gehörte diesem bis zum 8. Februar 1980 an. Während seiner Parlamentszugehörigkeit gehörte er als Mitglied verschiedenen Ausschüssen an und war vom 17. Februar 1961 bis zum 24. Juni 1965 Vizepräsident des Ausschusses für Landwirtschaft und Lebensmittelindustrie. 
1963 wurde Tejchma zunächst Leiter der Abteilung Landwirtschaft im ZK der PZPR und war danach zwischen 1964 und 1972 Sekretär des ZK der PZPR für Landwirtschaft. Daneben war er zwischen dem 24. Juni 1965 und dem 22. Dezember 1971 Vizepräsident der PZPR-Fraktion im Sejm. Zugleich bekleidete er von 1971 bis 1983 die Funktion als Vizepräsident des Nationalkomitees der Front der nationalen Einheit JJN (Front Jedności Narodu). Auf dem V. Parteitag der PZPR (11. bis 16. November 1968) wurde er Mitglied des Politbüros des ZK, dem er bis zum 15. Februar 1980 angehörte. Am 29. März 1972 wurde er stellvertretender Ministerpräsident (Wiceprezes Rady Ministrów) und übte dieses Amt in der Regierung von Ministerpräsident Piotr Jaroszewicz bis zum 8. Februar 1979 aus. Daneben fungierte er zwischen dem 16. Februar 1974 und dem 26. Januar 1978 erstmals Minister für Kultur und Kunst (Minister kultury i sztuki). Danach bekleidete er vom 8. Februar 1979 bis zum 2. April 1980 das Amt des Ministers für Bildung und Erziehung (Minister oświaty i wychowania) in der Regierung Jaroszewicz. 
Nachdem Tejchma zwischen April und Oktober 1980 kurzzeitig Botschafter in der Schweiz war, übernahm er vom 8. Oktober 1980 bis zu seiner Ablösung durch Kazimierz Żygulski am 9. Oktober 1982 abermals das Amt des Ministers für Kultur und Kunst in den Regierungen der Ministerpräsidenten Józef Pińkowski und Wojciech Jaruzelski. Später fungierte er zwischen 1984 und 1988 als Botschafter in Griechenland und Zypern.
Für seine langjährigen Verdienste wurde Tejchma mehrmals ausgezeichnet und erhielt unter anderem den Orden Erbauer Volkspolens (Order Budowniczych Polski Ludowej), den Orden Banner der Arbeit (Order Sztandaru Pracy) Erster Klasse, das Offizierskreuz des Orden Polonia Restituta (Order Odrodzenia Polski), das Verdienstkreuz der Volksrepublik Polen in Gold (Złoty Krzyż Zasługi) sowie das Großkreuz des portugiesischen Orden des Infanten Dom Henrique.